# Região Geográfica Imediata de Capelinha
A Região Geográfica Imediata de Capelinha é uma das 70  regiões imediatas do estado brasileiro de Minas Gerais, uma das sete regiões imediatas que compõem a Região Geográfica Intermediária de Teófilo Otoni. Criada em 2017 pelo Instituto Brasileiro de Geografia e Estatística (IBGE), a região é formada por 10 municípios, sendo o município de Capelinha o mais populoso com uma população estimada de 38 321 habitantes.

## Municípios
| Município        | População (est. 2021) | Área          | Fonte  |
| ---------------- | --------------------- | ------------- | ------ |
| Água Boa         | 13 319                | 1 320,344 km² | [ 3 ]  |
| Angelândia       | 8 594                 | 185,211 km²   | [ 4 ]  |
| Aricanduva       | 5 305                 | 243,329 km²   | [ 5 ]  |
| Capelinha        | 38 321                | 965,292 km²   | [ 2 ]  |
| Chapada do Norte | 15 334                | 830,833 km²   | [ 6 ]  |
| Itamarandiba     | 35 130                | 2 735,573 km² | [ 7 ]  |
| Leme do Prado    | 4 923                 | 280,036 km²   | [ 8 ]  |
| Minas Novas      | 31 509                | 1 812,398 km² | [ 9 ]  |
| Turmalina        | 20 280                | 1 153,111 km² | [ 10 ] |
| Veredinha        | 5 733                 | 631,692 km²   | [ 11 ] |